# Tekken
Tekken (japonês: 鉄拳; "Punho de Ferro") é uma série de jogos eletrônicos de luta criada e produzida por Katsuhiro Harada. A série é desenvolvida e publicada pela Namco (mais tarde Bandai Namco Entertainment) para várias plataformas. Começando com o original Tekken em 1994 para arcades, a série tem recebido muitas sequências e atualizações assim como jogos paralelos (spin-off). Tekken foi um dos primeiros jogos na altura que usava animação em 3D, atrás somente de Virtua Fighter da Sega, sendo o primeiro jogo de luta a usar animação em 3D na época. A série também já foi adaptada para outros media, incluindo três filmes. Atualmente existem sete títulos principais, um que teve uma atualização e lançamento para as plataformas caseiras e dois lançamentos não-canónicos.
A premissa de cada um dos jogos da série principal é documentar os eventos do Torneio do Rei do Punho de Ferro, organizado pela Corporação Mishima Zaibatsu. O prémio é tipicamente controlado pela companhia, permitindo que o vencedor seja o anfitrião do próximo torneio. Depois de completar o jogo com um dos personagens, é mostrado um pequeno video e que normalmente é usado como a continuação da história para o próximo jogo. O enredo é na sua maior parte sobre a maldição do clã Mishima, que começou com Heihachi Mishima a empurrar o seu filho Kazuya Mishima de um desfiladeiro quando este tinha apenas cinco anos. Kazuya quase que morreu na queda, mas sobre a influencia do Génio do Mal, consegue sobreviver e jura se vingar do pai durante o Torneio.
Tekken 2 e Tekken 3 foram considerados jogos avançados e uns dos melhores de todos os tempos, o terceiro em particular, é ainda hoje o segundo jogo de luta mais vendido de sempre. A série em si é a mais vendida de sempre na história do género.

## Informação
A série Tekken foi uma das primeiras franquias de jogos de luta em 3D, com o primeiro jogo sendo lançado menos de dois anos após Virtua Fighter. Existem seis sequências para o primeiro jogo: Tekken 2, Tekken 3, Tekken Tag Tournament, Tekken 4, Tekken 5 ,"Tekken Tag Tournament 2" e Tekken 6. Uma atualização de Tekken 5 (apelidada Tekken 5.1 pelos fãs), e uma atualização mais recente chamada Tekken 5: Dark Resurrection também foram lançadas, e o último título da série foi Tekken 7 para os arcades,PlayStation 4 e Xbox One.
A série Tekken também inclui Tekken Advance, que foi lançado para o Game Boy Advance da Nintendo em 2001. Entretanto, a Namco não lançou mais jogos de Tekken para o Game Boy Advance, devido ao acordo exclusivo da franquia com a plataforma PlayStation. Uma versão em PSP de Tekken 5, chamada Tekken 5: Dark Resurrection, foi lançada no Japão e nos Estados Unidos no verão de 2006. A versão européia foi lançada em 15 de Setembro do mesmo ano.
Como vários jogos de luta, os jogadores escolhem um personagem e entram em combate com o oponente. É primeiramente um jogo de competição para dois jogadores, mas uma pessoa pode jogar sozinha contra a máquina.
No Tekken original, os personagens lutavam em arenas, e o nome do lugar ficava escrito no canto da tela. Os lugares incluíam Angkor Wat, Szechwan, Monument Valley, Chicago, Kyoto, Fiji, Lake Windermere, Venezia, Akropolis, King George Island e Chiba Marine Stadium. Entretanto, as sequências de Tekken não têm nomes de lugares reais escritos na tela durante as lutas.
Tekken difere dos outros jogos de luta em alguns aspectos. Jogos de luta tradicionais possuem botões que correspondem à força do ataque, como um soco forte ou chute fraco. Tekken, entretanto, dedica um botão para cada membro do corpo do personagem, fazendo dos ataques especiais um processo mais intuitivo. Jogos de luta tradicionais, como Street Fighter, envolvem a execução de ataques o mais rápido e mortal possível, enquanto Tekken diminui a velocidade, aumentando ritmo e estratégia.
Os jogos Tekken são populares entre a comunidade de artes marciais graças ao fato de que a maioria dos estilos de luta dos personagens podem ser encontrados em artes marciais reais. Entretanto, existem algumas dúvidas sobre os estilos de alguns personagens. Por exemplo, o personagem Marshall Law é listado como sendo um praticante de "artes marciais", o que não é especificamente uma disciplina. Similaridades existem entre Marshall Law e Bruce Lee, incluindo Jeet Kune Do e também a aparência. O fato de Marshall ser listado usando "artes marciais" é normalmente atribuído a uma parte do manual Americano de Tekken 2, onde se diz que Marshall Law pratica "Marshall Arts", uma referência ao seu próprio nome, que lembra a pronúncia de artes marciais em Inglês (martial arts). Outros personagens de Tekken também foram inspirados em pessoas da vida real, como os personagens Lei Wulong, inspirado em Jackie Chan, Craig Marduk, uma mistura de lutadores como Bill Goldberg, Nathan Jones e Bob Sapp e ainda Paul Phoenix, que foi insperado no ator Chuck Norris, o King inspirado no lutador japones Satoru Sayama. A própria Namco admitiu que os estilos apresentados em Tekken não representam acirradamente estilos reais, apenas dão impressão disso.

## O jogo
A série Tekken usa botões separados para os membros direitos e esquerdos do corpo dos personagens, resultando em quatro botões. Outras notoriedades são fuga de especiais e, a partir de Tekken 2, defesa automática.
Toh Shin Den introduziu um movimento lateral, mas durante este movimento não era possível executar algum golpe. Tekken 2 introduziu o sidestep (passo lateral), que é mais dinâmico do que a cambalhota de Toh Shin Den, mas somente Kazuya podia executá-lo. Virtua Fighter 3 inaugurou o sidestep comum para todos os personagens, o qual era feito com um botão específico, e Tekken 3 introduziu o sidestep com o comando no direcional sendo um simples toque para cima para ou para baixo, sistema que posteriormente foi adotado por todos os outros jogos, Virtua Fighter inclusive.
Soul Calibur introduziu a movimentação 3D livre - sistema adotado por Tekken 4 e todos os outros jogos similares. Tekken 4, comparado a Tekken 3, deu aos personagens ainda mais mobilidade e um ambiente em 3D com obstáculos e paredes. Isso diferiu dos jogos anteriores, já que nos três primeiros jogos era possível andar para frente e para trás sem limitações.
Tekken 5 retornou com as arenas com paredes e também com as livres, consertando alguns erros de Tekken 4. Tekken Tag Tournament, lançado entre Tekken 3 e Tekken 4, não faz parte da história canônica da série. O jogo concedia que o jogador controlasse um de dois personagens selecionados, que poderia ser retirado da luta pelo quinto botão adicional, que poderia ser usado para combinar ataques de grupos e trapaças, entre outras táticas.

### Rounds
Automaticamente, existem dois rounds para combate. Entretanto, os jogadores podem escolher entre um e cinco rounds, e também escolher opções de tempo para os rounds. Se o personagem vencedor ganha a luta sem perder nenhuma parte de sua barra de saúde, o anunciador dirá, "Perfect!" (perfeito). Se o personagem vencedor está próximo à nocaute, o anunciador dirá, "Great!" (ótimo). Se ambos os personagens forem nocauteados, o anunciador dirá, "Double K.O." (nocaute duplo). Se o tempo do round expira, o personagem com a barra de saúde maior irá ser declarado o vencedor. Se não existir um, o round será um empate. Em outros casos, o anunciador dirá "K.O." (knock out) quando nenhum personagem é triunfante.

### Jogos
| Versão original               | Data de lançamento | Plataformas                                        |
| ----------------------------- | ------------------ | -------------------------------------------------- |
| Tekken                        | 1994               | Playstation Arcade                                 |
| Tekken 2                      | 1995               | Playstation Arcade                                 |
| Tekken 3                      | 1997               | Playstation Arcade                                 |
| Tekken Card Challenge         | 1999               | WonderSwan                                         |
| Tekken Tag Tournament         | 2000               | Playstation 2 Arcade                               |
| Tekken 4                      | 2001               | Playstation 2 Arcade                               |
| Tekken Advance                | 2002               | Game Boy Advance                                   |
| Death by Degrees              | 2003               | Playstation 2                                      |
| Tekken 5                      | 2005               | Playstation 2 Arcade                               |
| Tekken 5: Dark Resurrection   | 2007               | Playstation 3 Playstation Portable Arcade          |
| Tekken 6                      | 2008               | Playstation 3 Arcade Playstation Portable Xbox 360 |
| Tekken 6: Bloodline Rebellion | 2009               | Playstation 3 Arcade Xbox 360                      |
| Tekken Mobile                 | 2010               | Telemóvel                                          |
| Street Fighter X Tekken       | 2012               | Playstation 3 Vita Xbox 360 Arcade PC              |
| Tekken 3D: Prime Edition      | 2012               | Nintendo 3DS                                       |
| Tekken Tag Tournament 2       | 2012               | Playstation 3 Arcade Xbox 360 Wii U                |
| Tekken Hybrid                 | 2012               | Playstation 3                                      |
| Tekken Revolution             | 2013               | Playstation 3                                      |
| Tekken 7                      | 2015               | Playstation 4 Xbox One Arcade Microsoft Windows    |
| Tekken 8                      | 2024               | Playstation 5 Xbox Series X Microsoft Windows      |

### Filmes
| Nome do Filme              | Data de lançamento |
| -------------------------- | ------------------ |
| Tekken: The Motion Picture | 1998               |
| Live-action                | 2010               |
| Tekken: Blood Vengeance    | 2011               |
| Tekken 2: Kazuya's Revenge | 2014               |

## Continuidade
Algumas pontas existem na série Tekken.
- No jogo Death by Degrees:
  - Nina Williams trabalha em uma organização conjunta entre a CIA e o MI6. Anna Williams trabalha na Tekken Force, uma corporação do Mishima Zaibatsu. A Tekken Force foi estabelecida após os eventos de Tekken 2 para dar aos líderes mundiais a impressão de que Heihachi queria manter a paz, quando na verdade ele queria governar o mundo. O jogo leva a acreditar que a rivalidade entre Nina e Anna começa canônicamente em Tekken, mas uma rivalidade já existia pois o pai das duas, Richard Williams, aparentava favorecer Nina, deixando Anna furiosa. Ambas aparentam culpar uma a outra pela morte de seu pai.
  - Cenas mostram Richard Williams sendo atingido por tiros e morrendo na frente de uma jovem Nina. Originalmente, ele foi morto após os eventos de Tekken 2.
  - Pôsteres anunciam muitos torneios de Tekken, de Tekken 3 a Tekken 5, incluindo o não-canônico Tekken Tag Tournament.
- O personagem Bryan Fury relembra sua raiva para com Lei Wulong em Tekken 3. Em Tekken 5, Bryan nem sabe quem Lei é.

## Concorrentes Diretos
As séries de jogos de luta que são concorrentes diretas da série Tekken são as séries Virtua Fighter (Sega), Dead or Alive (Tecmo) e  Soul Series (da Namco, assim como Tekken).

### Comparação
- Tekken é o jogo que tem a maior variedade de movimentos, sendo o jogo que mais propicia recursos.
- Tekken é o jogo que tem os comandos de controle mais simples, fazendo com que os jogadores, ao invés de perderem tempo treinando comandos desnecessariamente complicados, usem o tempo arquitetando estratégias de jogo.
- Tekken é o jogo que possui os comandos de controle mais intuitivos. Simplesmente observando-se o movimento do personagem já é possível deduzir o comando de controle do mesmo. Isto é também devido ao fato de Tekken possuir 4 botões, uma para cada membro do corpo.
- Tekken é o jogo que tem a maior variedade de estilos de artes marciais.
- Atualmente Tekken é a série de jogos de luta mais vendida de todos os tempos.

#### Reversal/Parry
"Reversal" ou "parry" é um movimento que apara o golpe do adversário.
- Em Tekken existem apenas 2 alturas para os reversals: alta (para golpes altos e médios) e baixa (para golpes baixos). A existência de apenas 2 alturas facilita a execução do reversal.
- Em Virtua Fighter e Dead or Alive existem 3 alturas para reversals: alta, média e baixa. A diferença visual de um golpe alto para um golpe médio pode ser sutil, dificultando o jogador a saber se deve usar um reversal alto ou um médio.
- Em Dead or Alive os reversals são extremamente importantes, podendo infligir mais dano do que um golpe de impacto ou mesmo uma sequencia de golpes (combo). E como em Dead or Alive os reversals bem sucedidos não podem ser evitados (não existe "chicken"), alguns consideram esse jogo um pouco "travado".

#### Chicken
"Chicken" é como é mais conhecido o movimento de se livrar de um reversal bem sucedido. Teve origem em Tekken 3.
- Em Tekken todos os personagens podem executar o chicken.
- Em Virtua Fighter o chicken apenas pode ser usado na peculiar situação de Pai Chan contra Pai Chan.
- Em Dead or Alive não existe chicken.

#### Arremessos
- Em Virtua Fighter e Dead or Alive os arremessos têm mais importância do que em Tekken, pois nestes dois primeiros jogos os arremessos, em média, causam mais dano do que em Tekken.
- Em contrapartida, Tekken valoriza mais os golpes de impacto e as sequências de golpes, pois possui "combos" maiores e mais variados do que seus concorrentes.
- Mesmo que em Tekken, diferentemente de Virtua Fighter e Dead or Alive, os golpes de impacto sejam mais importantes do que os arremessos e reversals, Tekken possui o personagem que mais pode executar arremessos em sequência (King).

#### Tech Roll
"Tech Roll" é movimento de se levantar rapidamente após cair no chão.
- Tekken possui o comando de tech roll mais simples, é executado com apenas 1 botão: qualquer um dos botões de soco (rolamento para dentro) ou chute (rolamento para fora).
- Em Dead or Alive o tech roll é executado apertando-se apenas 1 botão para o tech roll para dentro, mas para rolar para fora é necessário apertar cima + botão.
- Em Virtua Fighter, para executar o tech roll é necessário apertar 3 botões ao mesmo tempo para rolar para dentro, e cima + 3 botões para rolar para fora.

#### Luta no Chão
- Em Tekken o personagem que estiver deitado no chão pode ser atingido por golpes normalmente.
- Em Dead or Alive só é possível atingir o personagem que estiver deitado com golpes específicos para esta situação, caso contrário não é possível atingí-lo - os golpes passam por ele como se ele não estivesses ali, como se fosse insubstancial.

## Recepção
Em agosto de 2010, a franquia Tekken já vendeu 40 milhões de unidades de jogos. A recepção crítica aos jogos tem sido positiva após Tekken 3 que garantiu 96,3% no GameRanking.
| Jogo                    | GameRanking   |
| ----------------------- | ------------- |
| Tekken 1                | 75%           |
| Tekken 2                | 92,5%         |
| Tekken 3                | 96,3%         |
| Tekken Tag Tournament   | 85,75%        |
| Tekken 4                | 81,35%        |
| Tekken 5                | 89,32%        |
| Tekken 6                | 81,2% (média) |
| Tekken Tag Tournament 2 | 84,87%        |
| Tekken 7                | 83,21%        |
| Média                   | 85,5%         |